# SV Jeetze Salzwedel
Der SV Jeetze Salzwedel e.V. ist ein deutscher Sportverein mit Sitz in der sachsen-anhaltischen Hansestadt Salzwedel im Altmarkkreis Salzwedel. Derzeit besitzt der Verein eine aktive Floorball- und Futsal-Abteilung.

## Abteilungen

### Floorball
Die Floorball-Abteilung wurde mit dem als Floorball Grizzlys Salzwedel in Wettbewerben antretende Mannschaft bei Vereinsgründung vom TV Jahn Salzwedel übernommen. Dort spielte die Mannschaft zurzeit in der viertklassigen Verbandsliga, erreicht zuvor aber auch schon Positionen in der drittklassigen Regionalliga.
Erstmals nahm die Mannschaft in der Saison 2011/12 am Pokal teil. In der 2. Runde konnte man sich dann mit 10:4 beim SV Chemie Genthin durchsetzen. Im Achtelfinale unterlag man dann jedoch dem ASV Köln mit 1:18. In der Saison 2018/19 (gegen die SG Seebergen/Lilienthal) sowie 2019/20 (gegen die Baltic Storms) kam man dann jeweils nie über die 2. Runde hinaus.